# أحمد الحازمي
أحمد فلاح الحازمي (مواليد 26 يونيو 2003) هو لاعب كرة قدم سعودي يلعب حالياً في نادي القلعة.

## مسيرة اللاعب
لعب في نادي العروبة ونادي القلعة.